# Het eendennest
Het eendennest is een voormalig waterschap in de Nederlandse provincie Noord-Brabant. Het waterschap is in 1877 opgericht en besloeg een gebied ten zuidoosten van de plaats Waspik-Zuid en ten zuiden van Nieuwe-Vaart. Het waterschap grensde aan de waterschappen Beoosten de 's-Gravenmoersche vaart, Binnenpolder van Capelle, Klein Waspik en De Beneden Donge.
Het eendennest waterde af via een open verbinding op de Donge. Op 1 juli 1950 werd het waterschap opgeheven en ging het op in het waterschap De Beneden Donge. Het gebied wordt tegenwoordig beheerd door het waterschap Brabantse Delta.